# Vjatsjeslav Molotov
Vjatsjeslav Michajlovitsj Molotov (Russisch: Вячесла́в Миха́йлович Мо́лотов) (Koekarka (gouvernement Vjatka), 9 maart [O.S. 25 februari] 1890 - Moskou, 8 november 1986) was een Sovjet-Russisch revolutionair en later voorzitter van de Raad van Volkscommissarissen (premier 1930-1941) en minister van Buitenlandse Zaken in de Sovjet-Unie. Hij was medeverantwoordelijk voor de Holodomor en de Grote Zuivering. Hij werd in het bijzonder bekend door het Molotov-Ribbentroppact, dat hij in naam van Stalin sloot met nazi-Duitsland in 1939.

## Jeugd en vroege politieke carrière
Hij werd geboren in het dorpje Koekarka (nu Sovjetsk) in het Russische gouvernement Vjatka (nu onderdeel van oblast Kirov) als Vjatsjeslav Michajlovitsj Skrjabin (Вячеслав Михайлович Скрябин). Hij was een van de tien kinderen (van wie er drie op jonge leeftijd stierven) van verkoper Michail Prochorovitsj Skrjabin en moeder Anna Jakovlevna Nebogatikova, die uit een rijke handelsfamilie afkomstig was. In tegenstelling tot wat vaak is beweerd was hij geen familie van componist Alexander Skrjabin.
Hij kreeg les aan een lokale basisschool, waar hij viool speelde en versjes schreef. In 1902 ging hij samen met zijn oudere broers naar de middelbare school en vervolgens in 1908 naar de Eerste technische hogeschool van Kazan.
Hij werd in de zomer van 1906 lid van de bolsjewistische fractie van de Russische Sociaaldemocratische Arbeiderspartij (RSDAP). Hij begon toen met het verspreiden van politieke pamfletten onder de schuilnaam 'Molotov' (van het Russische woord molot; "hamer"), waarbij hij zich bezighield met illegale revolutionaire activiteiten als het organiseren van studenten voor het bolsjewisme. In 1909 werd hij gearresteerd en voor twee jaar verbannen naar Vologda. Na zijn vrijlating in 1911 (volgens andere bronnen in 1912) schreef hij zich in op de Economische faculteit van het Polytechnisch Instituut van Sint-Petersburg waar hij slechts twee vakken voltooide. Hier hield hij zich opnieuw bezig met revolutionaire activiteiten; hij werd in 1912 schrijver (secretaris) voor de redactie van de mede door hem opgerichte ondergrondse bolsjewistische krant de Pravda (waar Jozef Stalin ook voor schreef). Ook verrichtte hij partijwerk in Sint-Petersburg en Moskou. Zijn activiteiten leidden in 1915 tot zijn arrestatie en een nieuwe verbanning, ditmaal naar een gevangenenkamp in het gouvernement Irkoetsk. In 1916 ontsnapte hij, keerde terug naar de hoofdstad Sint-Petersburg en nam vanaf toen het pseudoniem 'Molotov' voorgoed aan.
Op 4 maart 1917 werd hij bij besluit van het Russisch Bureau van het Centraal Uitvoerend Comité van de RSDAP opnieuw lid van de redactie van de Pravda. In maart werd hij afgevaardigde en lid van de uitvoerende raad van de Petrogradsovjet en het Petrogradcomité van de RSDAP. Tijdens de dagen van de Februarirevolutie (lang voor de Apriltheses van Lenin) verklaarde hij dat de revolutie verder moest gaan en dat geen medewerking moest worden verleend aan de Voorlopige Regering. Hij was afgevaardigde op de zevende Russische conferentie van de RSDAP, die gehouden werd van 24 tot 29 april. Hij werd toen naar voren geschoven als kandidaat voor het bestuur van het Centraal Uitvoerend Comité, maar werd niet verkozen. Op de zesde conferentie van de RSDAP van 26 juli tot 3 augustus was hij opnieuw afgevaardigde, voor de organisatie van Petrograd. Op de sessie van 31 juli steunde hij een voorstel tot een gewapende opstand. In oktober 1917 werd hij lid van het Militair-revolutionair Comité van de Petrogradsovjet, dat de Oktoberrevolutie effectief voorbereidde. Met deze revolutie zouden de bolsjewieken alle macht naar zich toe trekken.
In 1917 kreeg de Pravda onder zijn leiding een meer 'linkse' signatuur. Toen Stalin terugkeerde naar de hoofdstad, liet hij dit weer terugdraaien. Toen partijleider Vladimir Lenin terugkeerde in Petrograd, liet deze Stalins beslissing weer terugdraaien. Dit nam niet weg dat Molotov en Stalin nauw gingen samenwerken, hetgeen hem later veel voordeel zou opleveren.
In 1918 werd Molotov naar Oekraïne gestuurd om deel te nemen aan de zogenoemde burgeroorlog (de Pools-Russische Oorlog), die toen was uitgebroken. Omdat hij geen militair was, nam hij geen deel aan de gevechten. In 1920 werd hij secretaris van het Centraal Comité van de Oekraïense Bolsjewistische Partij. In 1921 liet Lenin hem terugroepen naar de nieuwe hoofdstad Moskou en promoveerde hem tot volwaardig lid van het Centraal Comité en Orgburo, waar hij de verantwoordelijkheid kreeg voor het partijsecretariaat. In 1922 werd Stalin benoemd tot algemeen secretaris van de Bolsjevistische Partij en werd Molotov aangesteld als de de facto "tweede" secretaris. Als protegé van Stalin werd Molotov in 1926 lid van het Politbureau.
Tijdens de machtsstrijd die ontstond na de dood van Lenin in 1924, bleef Molotov een trouwe volgeling van Stalin in zijn strijd tegen eerst Leon Trotski, later Lev Kamenev en Grigori Zinovjev en uiteindelijk Nikolaj Boecharin. Hij groeide uit tot een leidende figuur in de "Stalinistische cirkel" van de partij, waartoe ook Kliment Vorosjilov, Lazar Kaganovitsj, Sergo Ordzjonikidze en Sergej Kirov behoorden. Hij werkte grotendeels achter de schermen en riep een beeld op van een kleurloze bureaucraat. Zo was hij de enige bolsjewistische leider die altijd een pak en stropdas droeg (later zou ook Lenin dit gaan doen). Net als veel anderen onderschatten Trotski en zijn aanhangers Molotov. Trotski noemde hem "de gepersonifieerde middelmatigheid", maar zijn saaie uiterlijk verborg een scherpe geest en een groot bestuurlijk talent.

## Premier
Nadat Boecharins bondgenoot Aleksej Rykov in december 1930 werd afgezet als voorzitter van de Raad van Volkscommissarissen (vergelijkbaar met de functie van premier), volgde Molotov hem op. In deze positie hield hij toezicht op de grote sociale revolutie van het regime van Stalin: de collectivisatie van de landbouw. Molotov voerde Stalins partijlijn uit door het gebruik van macht en propaganda om de tegenstand onder de boeren tegen de collectivisatie in de kiem te smoren. Hiertoe behoorde ook de deportatie van miljoenen koelakken (boeren met bezit) naar 'hervormingswerkkampen', waar een enorm aantal van hen stierf wegens uitputting door de zware en lange werkdagen. Hij ondertekende de "Wet van de Halmpjes" (waarmee graanlezen met de doodstraf of zware celstraf kon worden bestraft) en leidde persoonlijk de Buitengewone Commissie voor Graanbezorging in Oekraïne. Deze nam 4,2 miljoen ton graan in beslag bij de boeren, zodat een wijdverspreide hongersnood ontstond, die in Oekraïne de naam Holodomor heeft gekregen (en daar als genocide wordt bestempeld). Hedendaagse historici schatten dat vier tot zes miljoen mensen omkwamen, hetzij door verhongering of in werkkampen, hetzij bij de collectivisatie van de boerderijen. Molotov overzag ook de invoering van het eerste vijfjarenplan voor snelle industrialisatie.
Medio 1935 werd hij gekozen als een van de vicevoorzitters voor het samenstellen van de nieuwe grondwet van de Sovjet-Unie van 1936. Stalin werd de voorzitter. Er was een goede oogst binnengehaald, na misoogsten in de voorgaande jaren, het eerste vijfjarenplan was succesvol afgesloten en de collectivisatie van het boerenbezit was afgerond. Met de overwinning van het socialisme was er, aldus Stalin, "niemand meer om te vechten" en kon de dictatuur van het proletariaat worden versoepeld. Op 5 december 1936 trad de nieuwe grondwet in werking.
De liquidatie van Sergej Kirov in 1934, waarvan door sommige historici wordt aangenomen dat die persoonlijk werd bevolen door Stalin, leidde tot een tweede crisis: de Grote Zuivering. Deze zuivering kreeg vorm in 1935 en 1936 en bereikte haar hoogtepunt in 1937 en 1938 bij de Moskouse Processen, waarbij de meesten van de pre-stalinistische bolsjewistische leiders, meestal op basis van gefabriceerde aanklachten van landverraad en spionage, ter dood werden veroordeeld. Miljoenen Sovjetburgers werden tot jarenlange straffen in de kampen van de Goelag veroordeeld. Hoewel de zuiveringen uitgevoerd werden door Stalins opeenvolgende politiebevelhebbers Genrich Jagoda, Nikolaj Jezjov en Lavrenti Beria, was Molotov nauw betrokken bij de processen. Stalin liet hem en andere Politbureauleden vaak komen om de terdoodveroordelingen van prominente slachtoffers van de zuiveringen te ondertekenen en Molotov deed dit altijd zonder hierover vragen te stellen. Er zijn geen bewijzen dat Molotov heeft geprobeerd om de gang van zaken rond de zuiveringen te matigen of zelfs niet om individuen te redden, zoals sommige andere Sovjetleiders deden.
Ondanks het grote verlies aan mensenlevens, boekte de Sovjet-Unie onder Molotovs premierschap grote vooruitgang door de ingebruikname en grootschalige inzet van agrarische en industriële technologie in de centraal geleide economie. De opkomst van Adolf Hitler in nazi-Duitsland leidde tot de nood aan een moderne defensie-industrie. Molotov en de volkscommissaris voor industrie Lazar Kaganovitsj waren de belangrijkste spelers in het begeleiden van dit proces. Deze defensie-industrie bleek een van de beslissende factoren bij het verkrijgen van de overhand in de strijd aan het oostfront tijdens de Tweede Wereldoorlog. De zuiveringen in het opperbevel van het Rode Leger, waarbij Molotov betrokken was, hadden de defensiecapaciteit van de Sovjet-Unie echter wel ernstig verzwakt. Dit leidde, naast de slechte voorbereiding van de Sovjet-Unie op de oorlog, tot grote verliezen in 1941 en 1942. De collectivisatie leidde tot de ontmanteling van de boerenklasse en de vervanging ervan door de gecollectiviseerde landbouw zorgde voor een chronische onderproductie in de landbouw, die het Sovjetregime nooit volledig wist weg te werken.
Na de zuiveringen werd Molotov vaak gezien als de afgevaardigde van Stalin en zijn favoriete opvolger. Hoewel Molotov zelf wel zo voorzichtig was om een dergelijke suggestie niet aan te moedigen. De Amerikaanse journalist John Gunther schreef in 1938: "Molotov heeft een fijngesneden voorhoofd en kijkt en doet als een Franse professor geneeskunde - ordelijk, precies, pedant. Hij is [...] een man van eminente intelligentie en invloed. Molotov is een vegetariër en een geheelonthouder. Stalin laat hem veel van het vieze werk opknappen".

## Minister van Buitenlandse Zaken

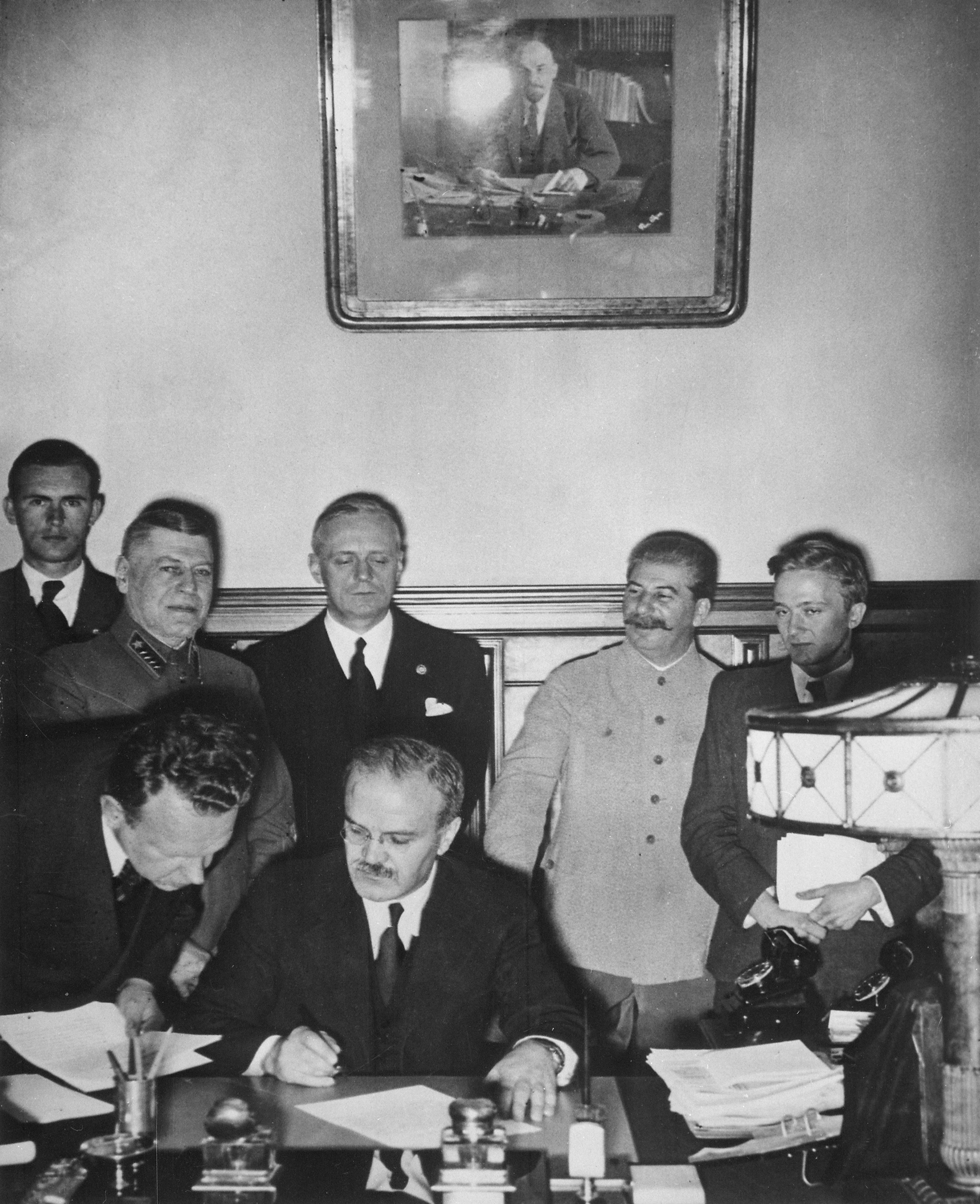
Molotov ondertekent het niet-aanvalsverdrag. Op de achtergrond Von Ribbentrop en Stalin

Na het Verdrag van München en de daaropvolgende invasie van Tsjecho-Slowakije door Hitler in 1938, besloot Stalin in 1939 dat de uitbreiding van de Sovjet-Unie baat had bij een verdrag met Hitler. In mei 1939 werd minister van Buitenlandse Zaken Maksim Litvinov (die een Joodse achtergrond had en daarom niet de juiste persoon was voor deze onderhandelingen) vervangen door Molotov. Molotov bleef hoofd van de Raad van Volkscommissarissen tot mei 1941, toen Stalin zichzelf aanstelde als officieel hoofd van de Sovjetregering.
Aanvankelijk wees Hitler diplomatiek Sovjethints af dat Stalin een verdrag wilde, maar begin augustus gaf hij zijn minister van Buitenlandse Zaken Joachim von Ribbentrop toestemming om serieuze onderhandelingen te starten. Op 18 augustus werd een handelsverdrag ondertekend en op 22 augustus vloog Von Ribbentrop naar Moskou om een formeel niet-aanvalsverdrag te sluiten. Hoewel dit verdrag bekend werd als het Molotov-Ribbentroppact, functioneerden Molotov en Von Ribbentrop slechts als agenten voor hun leiders, Stalin en Hitler. Het belangrijkste onderdeel van het verdrag was een geheim protocol dat de onderlinge verdeling van Polen, Finland en de Baltische landen tussen nazi-Duitsland en de Sovjet-Unie bepaalde, alsook de annexatie van Bessarabië (toen onderdeel van Roemenië, nu Moldavië) door de Sovjet-Unie. Dit protocol gaf Hitler het groene licht voor zijn invasie van Polen, die dan ook op 1 september begon.
Met de bepalingen van het pact kreeg Stalin in feite toestemming om Estland, Letland en Bessarabië te veroveren en te annexeren, alsook het deel van Polen ten oosten van de Curzonlijn (het gebied waar Oekraïners en Wit-Russen de meerderheid van de bevolking vormden). Hij kreeg ook de vrije hand met betrekking tot Finland. In de Sovjet-Finse Oorlog die daaruit voortvloeide, leidden een combinatie van felle Finse tegenstand en fouten door de militaire Sovjetleiding ertoe dat Finland weliswaar delen van zijn gebied verloor, maar niet zijn onafhankelijkheid. Tijdens dit conflict bedachten de Finnen het woord "molotovcocktail" voor een zelfgemaakt brandwapen dat kon worden gebruikt tegen tanks. Duitsland kreeg door het verdrag toestemming om het westelijke twee derde van het gebied van Polen te bezetten (een groot deel hiervan werd vervolgens geannexeerd door Duitsland), alsook heel Litouwen. Het verdrag werd later geamendeerd om Litouwen aan de Sovjet-Unie toe te wijzen in ruil voor een gunstigere grens in Polen. Deze annexaties leidden tot grootschalig leed en verlies van levens in de landen die werden bezet en onderverdeeld tussen de beide dictaturen.
Het Molotov-Ribbentroppact hield stand in de Sovjet-Duitse relaties tot juni 1941. Hitler, die Frankrijk deels had bezet en naar eigen denken het Verenigd Koninkrijk had uitgeschakeld, richtte toen zijn blik naar het oosten en viel de Sovjet-Unie binnen. Molotov was ook verantwoordelijk voor het informeren van de Sovjetbevolking dat het land werd aangevallen, toen hij de oorlog uitriep in plaats van Stalin. Na de invasie voerde Molotov spoedonderhandelingen met het Verenigd Koninkrijk en later met de Verenigde Staten om oorlogsallianties af te sluiten, waarbij hij in 1941 naar Londen reisde en in 1942 naar Washington D.C. In 1942 ondertekende hij het Anglo-Sovjetverdrag met het Verenigd Koninkrijk, waarmee de relaties tussen beide landen voor 20 jaar werden vastgelegd. Hij bereikte ook overeenstemming met Franklin Delano Roosevelt en Winston Churchill om een "tweede front" te openen in Europa. Hij vergezelde Stalin naar de conferenties van Teheran (1943), Jalta (1945) en Potsdam (nadat Duitsland de oorlog had verloren). Hij vertegenwoordigde daarnaast de Sovjet-Unie bij de Conferentie van San Francisco, waar de Verenigde Naties werden opgericht. Zelfs tijdens de periode dat het geallieerde verbond gold, stond Molotov bekend als een harde onderhandelaar en vastberaden verdediger van de belangen van de Sovjet-Unie, waarbij hij de wensen van Stalin uitvoerde.

## Naoorlogse carrière
Na de oorlog verloor Molotov langzamerhand zijn macht. In 1949 verving Andrej Vysjinski hem als minister van Buitenlandse Zaken, maar hij behield zijn positie als vicepremier en zijn lidmaatschap van het Politbureau. Na de dood van Andrej Zjdanov, die in die tijd als belangrijkste mogelijke opvolger van Stalin werd gezien, begonnen Stalin en Beria met nieuwe plannen voor een zuivering, die het grootste deel van de oude partijleiders zoals Molotov hun positie zou hebben gekost. Nieuwe leiders als Georgi Malenkov en Nikita Chroesjtsjov lagen nu namelijk beter bij Stalin.
Een duidelijk teken van Molotovs precaire positie was dat hij niet in staat was om te voorkomen dat zijn Joodse vrouw, Polina Zjemtsjoezjina, werd gearresteerd en verbannen naar de Kazachse SSR wegens "verraad" in december 1948. Stalin wantrouwde haar namelijk al lange tijd. Na de dood van Stalin werden de twee herenigd door Beria. Op het 19e Partijcongres in 1952 werd Molotov verkozen als lid van het nieuwe Presidium van de Communistische Partij met bredere verantwoordelijkheden, maar werd hij uitgesloten van het kleinere Staand Comité van het Presidium, hetgeen niet openbaar werd gemaakt. Het lijkt waarschijnlijk dat de dood van Stalin in maart 1953 Molotov heeft behoed voor een nieuwe zuivering als onderdeel van een "schoonmaak" onder de leiders van de Sovjet-Unie.
Na de dood van Stalin werd gezocht naar een nieuwe vorm van leiderschap, waarbij Molotovs positie weer werd versterkt. Beria werd gearresteerd en geëxecuteerd en Molotov werd opnieuw minister van Buitenlandse Zaken onder premier Malenkov. De nieuwe partijsecretaris Chroesjtsjov werkte zich echter al snel op als de werkelijke machthebber binnen het regime. Hij had de leiding over een programma van geleidelijke binnenlandse liberalisering en een "dooi" in de buitenlandse relaties, zoals te zien viel in een verzoening met de regering van Tito's Joegoslavië (die door Stalin uit de communistische beweging was gezet). Molotov, een stalinist van de oude garde, leek steeds minder op zijn plaats in deze nieuwe omgeving, maar vertegenwoordigde de Sovjet-Unie desalniettemin met even grote kracht tijdens de Genèvetop in 1955, waar de Europese veiligheid en de Duitse hereniging en ontwapening werden besproken.
In februari 1956 leidde een reeks gebeurtenissen tot de val van Molotov. Chroesjtsjov viel, tijdens het 20e Congres van de Communistische Partij, uit tegen de stalinistische regeerperiode. Chroesjtsjev viel Stalin hierbij aan over zowel de zuiveringen in de jaren 30 als de verliezen tijdens de eerste jaren van de Tweede Wereldoorlog, te wijten aan Stalins vertrouwen in Hitler en de zuiveringen in het Rode Leger. Molotov was de hoogstgeplaatste van Stalins medewerkers die nog in leven was. Hij speelde ook een leidende rol in de zuiveringen. Het was dus duidelijk dat Chroesjtsjovs aanval op Stalin zou resulteren in Molotovs val. Daarop positioneerde hij zich als de leider van de "oude garde" en werkte Chroesjtsjov tegen, hoewel het onduidelijk is of hij werkelijk betrokken was bij een poging om Chroesjtsjov van de macht te stoten, zoals later werd beweerd.
In juni 1956 werd Molotov afgezet als minister van Buitenlandse Zaken en in juni 1957 werd hij uit het Presidium (Politbureau) gezet na een mislukte poging om Chroesjtsjov af te zetten als eerste secretaris. Hoewel de groep rond Molotov aanvankelijk een stemming met 7 tegen 4 won in het Presidium om Chroesjtsjov af te zetten, weigerde deze af te treden tenzij het plenum (voltallige vergadering) van het Centraal Comité hiertoe zou besluiten. In het plenum, dat duurde van 22 tot 29 juni, werden Molotov en zijn groep verslagen. Uiteindelijk werd hij verbannen als ambassadeur naar de Volksrepubliek Mongolië. In 1960 werd hij aangesteld als Sovjetafgevaardigde bij het Internationaal Atoomenergie Agentschap, wat werd gezien als een gedeeltelijke rehabilitatie. Dit bleek echter schijn; na het 22e Partijcongres in 1961, tijdens hetwelk Chroesjtsjov zijn destalinisatiecampagne opvoerde en tot de verwijdering van Stalins lichaam uit het Mausoleum van Lenin besloot, werd Molotov ontslagen uit al zijn posities en uit de Communistische Partij gezet. In maart 1962 werd aangekondigd dat Molotov zich uit het openbare leven had teruggetrokken.
Na zijn aftreden betoonde Molotov geen enkele spijt over zijn rol tijdens de heerschappij van Stalin. Na de Breuk tussen China en de Sovjet-Unie, werd gezegd dat hij het eens was met de kritiek van Mao Zedong met betrekking tot het vermeende "revisionisme" in het beleid van Chroesjtsjov.
Molotov werd gedeeltelijk gerehabiliteerd onder de leiding van Leonid Brezjnev en werd uiteindelijk weer toegelaten tot de Communistische Partij in 1984 onder Konstantin Tsjernenko. Hij stierf in november 1986 op de leeftijd van 96 jaar in Moskou, slechts vijf jaar voor het uiteenvallen van de Sovjet-Unie. Toen hij stierf was hij de enige nog levende belangrijke deelnemer aan de gebeurtenissen van 1917. Hij werd in een buitenwijk van Moskou begraven op de Novodevitsji-begraafplaats, die bij het Novodevitsji-klooster hoort. Tegen het einde van 1989, twee jaar voor de val van de Sovjet-Unie, verwierpen het Congres van Volksafgevaardigden van de Sovjet-Unie en Michail Gorbatsjov op formele wijze het Molotov-Ribbentroppact, waarmee ze erkenden dat de annexatie van de Baltische landen en de opdeling van Polen onrechtmatig waren geweest.

## Trivia
- Winston Churchill schrijft in zijn memoires over zijn herinneringen van de vele ontmoetingen met Molotov tijdens de oorlog. Hij erkent hem als een "man met uitzonderlijke bekwaamheid en een koelbloedige wreedheid". Churchill concludeerde: "In het afhandelen van buitenlandse zaken, zouden Jules Mazarin, Charles Maurice de Talleyrand en Klemens von Metternich, hem van harte welkom heten in hun bedrijf, als er een andere wereld was waarin bolsjewieken omgingen."
- In George Orwells roman 'Animal Farm' uit 1945 komt Molotov voor als het varken Squealer
- De molotovcocktail is naar hem genoemd.